# 埼玉愛狗者連續殺人事件
日本埼玉愛犬家連續殺人事件是1993年於日本埼玉縣熊谷市附近發生的連續殺人事件。

## 罪犯
夫婦S（關根元）與K（風間博子）是案件的主謀，共同經營寵物店「アフリカケンネル」。
1983年（昭和58年），S獨立經營「アフリカケンネル」，因而認識K後結婚。S是第七次結婚，K則是第二次，因為K的老家是企業家，S被認為是因此與K結婚。
「アフリカケンネル」株式会社代表董事表面上是K、实际上為S。S負責營運、K擔任经理。S與K於1993年1月協議離婚、其實是為应付税務而偽装離婚。在A事件、B・C事件中，S與K被認為都是主謀。
山崎永幸是鬥牛犬的飼養員，「アフリカケンネル」的員工。在狗展場與S熟識，並在訪問「アフリカケンネル」時受邀成為員工，學習S管理理念。
在A案的情況下，山崎永幸受到S威脅，運送屍體，提供住家作為分屍處，參與屍體毀滅和遺棄。山崎永幸與妻子（第一任妻子）離婚後獨自生活，因為地處在山上，附近沒有人居住，地点適合犯罪。
山崎永幸於監獄服刑三年，1998年8月28日出獄。之後，山崎永幸曾出版了一本書，描述這次事件。山崎是前妻的姓，婚前的姓氏是「島」，現改名為志麻永幸。

## 經過
- 1993年（平成5年）4月20日 - 行田市上班族A在回家途中失踪。（A事件）
- 1993年7月21日 - 大里郡江南町（日语：江南町）（現:熊谷市）暴力團幹部B及司機C在家中失踪。（B・C事件）
- 1993年8月26日 - 行田市主婦D外出購物後失踪。（D事件）
- 1994年（平成6年）2月中旬 - 大阪愛犬家連續殺人事件（日语：大阪愛犬家連続殺人事件）被媒體大量報道、埼玉連續失踪受到矚目。
- 1994年12月13日 - 根據山崎永幸供述、於群馬縣利根郡片品村山林發現A遺骨及遺物。
- 1995年（平成7年）1月5日 - 夫婦S與K因遺体损坏・遺棄遭到逮捕。8日，山崎永幸也被逮捕。
- 1995年1月～2月 - 片品村周辺河川大規模捜索。被害者4人遺骨及遺物依序被發現。4月4日、S等3人遭到起訴（S为3件4人殺人罪、遺体損坏・遺棄罪。K為2件3人殺人罪、遺体損坏・遺棄罪。山崎為3件4人遺体損坏・遺棄罪）。
- 1995年4月～5月 - 1984年（昭和59年）失踪事件、搜索江南町荒川等。
- 1995年7月 - 浦和地裁對山崎永幸（7日）、S與K（24日）初次審判。
- 1995年12月15日 - 山崎永幸被判懲役（日语：懲役）3年（求刑3年6月）。
- 1996年（平成8年）6月7日 - 東京高裁放棄對山崎永幸上訴。
- 2000年（平成12年）7月6日 - 夫婦S與K被求處死刑。
- 2001年（平成13年）3月21日 - 夫婦S與K死刑判決。
- 2005年（平成17年）7月11日 - 東京高裁放棄上訴。
- 2009年（平成21年）6月5日 - 最高裁放棄上訴[1]。夫婦S與K確定判處死刑。
- 2017年（平成29年）3月27日 - S在東京拘置所病死[2]。2016年11月心臓病發。
- 2018年現在、K收容於東京拘置所，為第二次世界大戰後日本第12位女性死刑囚。

## 書籍・雜誌
- 事件関係者著作
  - 『共犯者』新潮社、1999年。ISBN 410602831X（文庫版：角川書店〈角川文庫〉、2000年。ISBN 4043553013） - 共犯者中一人、山崎永幸（文庫版为「志麻永幸」名義）的著作。
  - 蓮見圭一『悪魔を憐れむ歌』幻冬舎、2003年。ISBN 434400440X -『愛犬家連続殺人』を改題の上、加筆修正[3]。
  - 『愛しのアラスカン・マラミュート』アフリカケンネル、1992年。ISBN 4880070165 - 事件暴露前K的作品。收录有阿拉斯加雪橇犬的写真集与K的随笔。目前绝版。国立国会图书馆、北海道立图书馆、平塚市立中央图书馆有藏书。
  - 片岡健編『絶望の牢獄から無実を叫ぶ ―冤罪死刑囚八人の書画集―』鹿砦社、2016年。ISBN 4846310906 -记有K本人在狱中主张此案为冤案的言论、表达对孩子们的思念的手记以及在狱中给孩子们写的信等的书籍（书中公布了K的真名）。
  - 高田燿山『仁義の報復 元ヤクザの親分が語る埼玉愛犬家殺人事件の真実』竹書房、2016年12月28日。 -作者为被害者中一人所属的稻川会系暴力团体「高田組」的前组长，而被害者是当时的代理组长。

## 電影
導演園子溫於2011年將這次連續殺人事件改編為電影《冰冷熱帶魚》，是園子溫根據真實案件改編的「房租三部曲」（家賃3部作）的第一部。

## 外部連結
- 大量殺人現場となった廃墟 （页面存档备份，存于）